# Lara Pulver

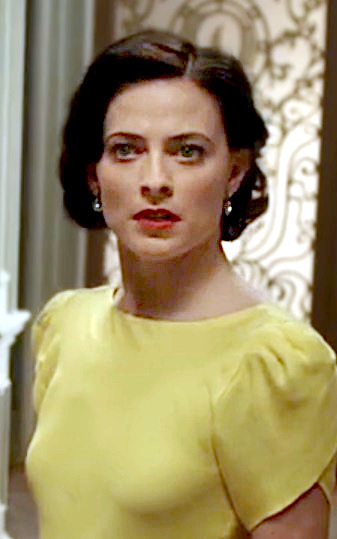
Lara Pulver (2013)

Lara Pulver (* 1. September 1980 in Southend-on-Sea, Essex, England) ist eine britische Schauspielerin.

## Leben
Lara Pulver begann im Alter von elf Jahren nach der Scheidung ihrer Eltern mit Jazz Dance. Mit 13 Jahren trat sie dem National Youth Music Theatre in London bei und legte damit den Grundstein für ihre künstlerische Laufbahn. Ab 1997 studierte sie am Bird College of Performing Arts und schloss drei Jahre später erfolgreich ab. Ab dem Jahr 2000 spielte, sang und tanzte sie in zahlreichen Musicals auf englischen Theaterbühnen. Im Jahr 2008 wurde sie für ihre Rolle in dem Musical Parade für einen Laurence Olivier Award nominiert.
Ihr Leinwanddebüt gab sie 2009 mit einer Hauptrolle in der dritten Staffel der BBC-Serie Robin Hood. Sie spielte die Lady Isabella of Gisborne. Wenig später erhielt Pulver auch ihre erste Rolle in einer amerikanischen Fernsehserie; in True Blood stellte sie die Elfe Claudine Crane dar. 2011 übernahm sie die Hauptrolle der Erin Watts in der zehnten und letzten Staffel von Spooks – Im Visier des MI5.
Im Jahr 2012 war sie im Auftakt der zweiten Staffel der BBC-Serie Sherlock zu sehen. Ihrer Darstellung als Gegenspielerin Irene Adler in Ein Skandal in Belgravia wird ein deutlicher Anteil an der Wirkung der fesselnden Folge zugestanden. Diese Rolle bedeutete auch ihren endgültigen internationalen Durchbruch, so erhielt sie eine Nominierung bei den Critics’ Choice Television Awards 2012 als Beste Schauspielerin in einem Film oder Miniserie.
In der Starz-Historienserie Da Vinci’s Demons spielte Pulver eine der Hauptrollen. Seit April 2013 ist sie als Magierin und politische Intrigantin Clarice Orsini zu sehen.
Pulver war seit 2007 mit dem amerikanischen Schauspieler Josh Dallas verheiratet, den sie 2003 während seines Schauspiel-Studiums in England kennengelernt hatte. Sie trennten sich 2011. Seit Dezember 2014 ist sie mit dem britisch-indischen Schauspieler Raza Jaffrey verheiratet. Im Februar 2017 wurden sie Eltern eines Sohnes.

## Filmografie
- 2009: Robin Hood (Fernsehserie, 8 Folgen)
- 2010: Legacy
- 2010: The Special Relationship (Fernsehfilm)
- 2010–2011: True Blood (Fernsehserie, 5 Folgen)
- 2011: Spooks – Im Visier des MI5 (Spooks, Fernsehserie, Folge 10x01–10x06)
- 2011: Language of a Broken Heart
- 2012: Sherlock: Ein Skandal in Belgravia (A Scandal in Belgravia, Fernsehfilm)
- 2013: Skins – Hautnah (Skins, Fernsehserie, Folgen 7x01–7x02)
- 2013–2015: Da Vinci’s Demons (Fernsehserie, 19 Folgen)
- 2014: Sherlock: Im Zeichen der Drei (The Sign of Three, Fernsehfilm)
- 2014: Edge of Tomorrow
- 2014: Fleming: Der Mann, der Bond wurde (Fleming: The Man Who Would Be Bond, Miniserie, Folgen 1x01–1x04)
- 2016: Underworld: Blood Wars
- 2016–2017: Quantico (Fernsehserie, 2 Folgen)
- 2017: Philip K. Dick’s Electric Dreams (Fernsehserie, Folge 1x05)
- 2018: The City & The City (Fernsehserie, 4 Folgen)
- 2020: The Alienist – Die Einkreisung (The Alienist, Fernsehserie, 5 Folgen)
- 2021–2022: DOTA – Dragon’s Blood (Animationsserie, Sprecherrolle, 24 Folgen)
- 2021: The Witcher: Nightmare of the Wolf (Animationsfilm, Sprecherrolle)
- 2022: The Split – Beziehungsstatus ungeklärt (The Split, Fernsehserie, 6 Folgen)
- 2022: Pantheon (Fernsehserie, Sprecherrolle, Folge 1x08)
- 2023: Maternal (Fernsehserie, 6 Folgen)
- seit 2025: MobLand – Familie bis aufs Blut (MobLand, Fernsehserie, 10 Folgen)

## Theater (Auswahl)
- 2015: Gypsy (Musical), als Louise im Savoy Theatre, London.